# Église de la Nativité de la Sainte-Vierge de Deliatyne
L'église de la Nativité de la Sainte-Vierge de Deliatyne (en ukrainien : Церква Різдва Пресвятої Богородиці (Делятин)) est classée comme monument national ukrainien. C'est une église en bois typique de la culture des Houtsoules à Deliatyne en Ukraine.
Elle est aussi dite Theotokos et fut bâtie entre 1782 et 1785 elle fut déplacée à son site actuel puis agrandie entre 1894 et 1912 en plusieurs étapes.
Le clocher, datant lui de 1785 et faisait partie de la première bâtisse.

## Voir aussi

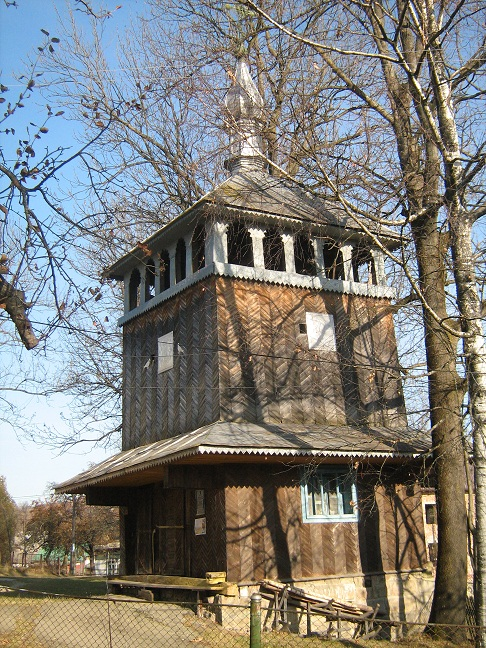
Clocher monument national ukrainien,
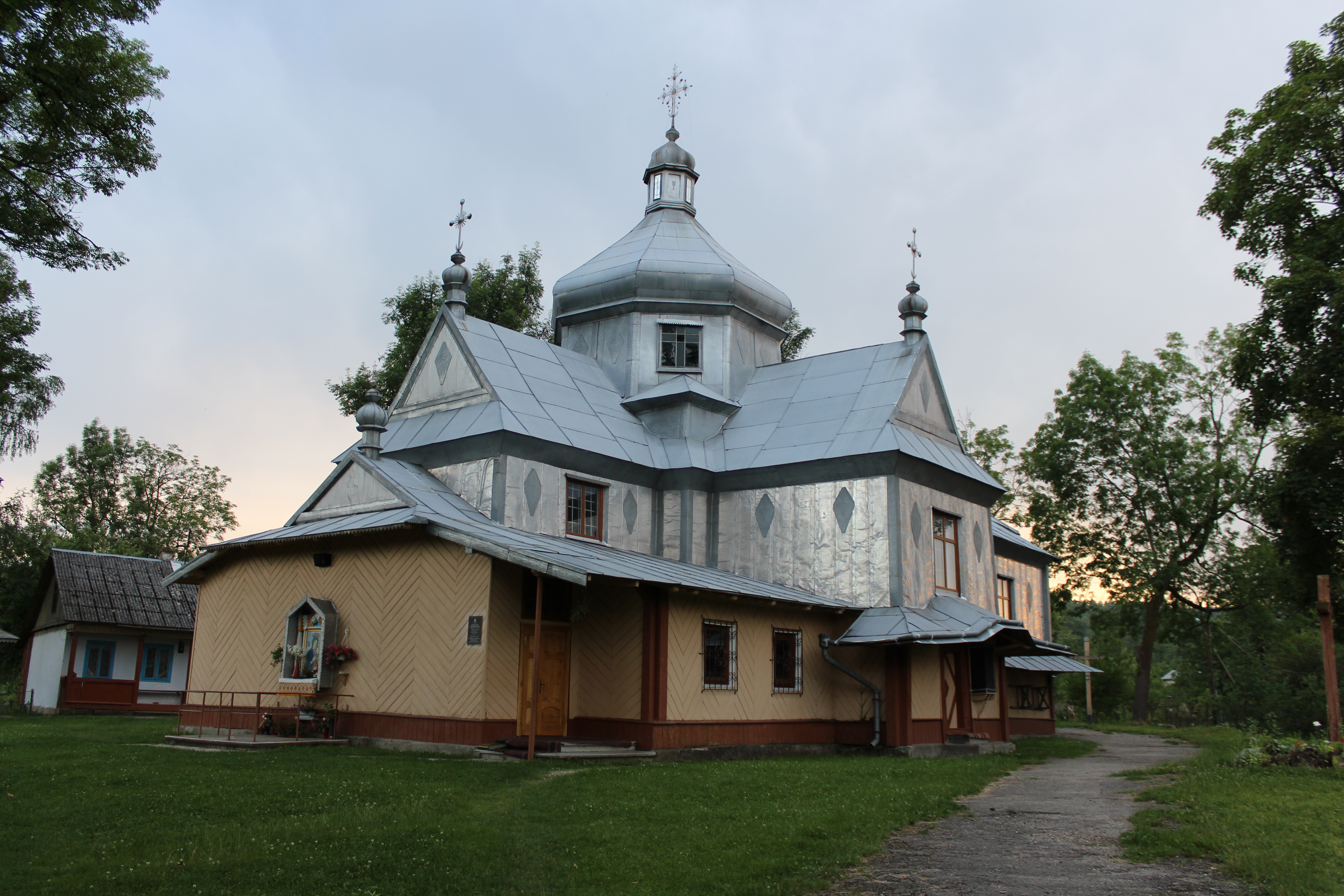
chevet.